# Wegkapelle Zell (Geisenfeld)

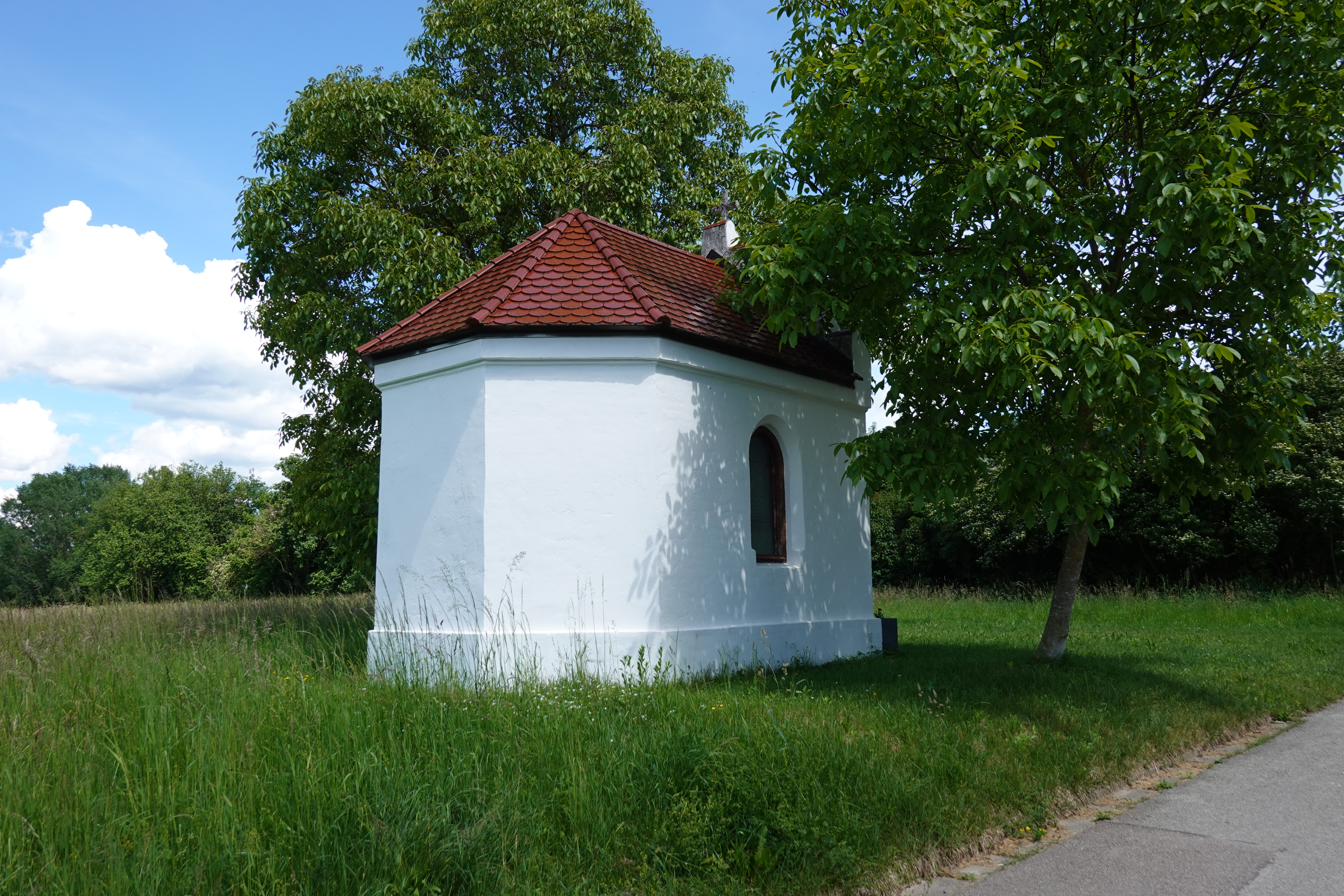
Wegkapelle in Zell

Die Wegkapelle in Zell, einem Gemeindeteil von Geisenfeld im oberbayerischen Landkreis Pfaffenhofen an der Ilm, wurde in der ersten Hälfte des 19. Jahrhunderts errichtet. Die Wegkapelle in der Nähe Oberzeller Straße gehört zu den geschützten Baudenkmälern in Bayern.
Der verputzte, dreiseitig geschlossene Satteldachbau mit Treppengiebel besitzt ein Rundbogenportal.